# Inaros
Inaros – władca libijski, syn Psammetyka, przywódca powstania antyperskiego w Egipcie w latach 464-454 p.n.e.

## Życiorys
Kiedy zamordowano króla perskiego Kserksesa I (465 p.n.e.), Inaros wkroczył do Egiptu wywołując bunt ludności miejscowej. Pokonał Persów w delcie Nilu i zajął Memfis, jednak nie udało mu się zdobyć cytadeli (w źródłach określanej jako Białe Mury), w której rezydował perski satrapa Egiptu. Z powodu przewagi wroga wezwał na pomoc Ateńczyków, z których pomocą pokonał perską odsiecz, jednak nadal nie udało mu się zdobyć Białych Murów. Nie powiodły się także plany rozszerzenia powstania na Górny Egipt. W 456 p.n.e. do Egiptu przybyła kolejna armia perska, pod wodzą Megabyzosa, pokonała armię egipską i greckich sojuszników w polu, a później obległa ich na jednej z wysp w delcie Nilu. Nie pomogła spóźniona ateńska odsiecz w liczbie 50 okrętów, która wpadła w ręce Persów – wyspę zdobyto w 454 p.n.e. Inaros został zdradzony i zginął na krzyżu, ale jego syn utrzymał się jako władca pogranicza egipsko-libijskiego.